# Implant mammaire

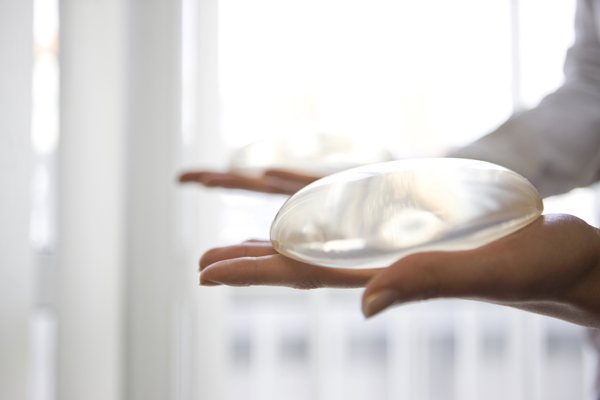
Un implant mammaire.

Un implant mammaire est une prothèse médicale utilisée en chirurgie plastique (en mammoplastie) et placée dans un sein pour en augmenter le volume dans un but reconstructeur, par exemple après une mastectomie, ou dans un but esthétique.

## Histoire
Depuis la fin du XIXe siècle, les implants mammaires sont posés au cours d'interventions chirurgicales afin d'augmenter la taille (volume), modifier la forme (contour) ou améliorer la sensation (tact) de la poitrine d'une femme. La première pose étant attestée au moins depuis 1865.
En 1895, le chirurgien Vincenz Czerny publie la première description de la pose d'un implant mammaire qu'il avait effectué, en déplaçant un lipome bénin lombaire pour « éviter l'asymétrie » après avoir éliminé une tumeur du sein chez la patiente. Cette technique est vite abandonnée car l'autotransplant graisseux est source de complications fréquentes. En 1889, le chirurgien autrichien Robert Gersuny (en) expérimente une augmentation mammaire avec des injections de paraffine, ce qui entraîne des réactions d'inflammation désastreuses. Dès la première moitié du XXe siècle, les médecins emploient des implants mammaires en injectant directement différents corps étrangers naturels non encapsulés (paraffine le plus fréquemment, huile végétale, silicones liquides qui en diffusant dans les tissus provoquent des inflammations responsables de fibrose, nécrose, nodules pouvant se fistuliser à la peau) puis à partir des années 1950 des corps synthétiques sous forme de prothèses « ouvertes » (ivoire, billes de verre, caoutchouc broyé, cartilage de bœuf, laine et tergal, Etheron (polyester), Ivalon (alcool polyvinylique) possédant une structure d’une éponge, gutta-percha) toujours sources d'inflammations ou de prothèses « fermées » (polystan, dérivé du polyéthylène, sous forme de bandelettes enfermées dans une enveloppe en 1959), technique abandonnée car l'extraction est difficile. La première utilisation probable du silicone se fait au Japon et date du début de l'après-Seconde Guerre mondiale : les prostituées japonaises se seraient directement injecté du silicone liquide industriel dans les seins afin de plaire aux GIs américains, la technique devenant populaire et se diffusant aux États-Unis, d'abord chez les danseuses de cabaret et chez les stripteaseuses, avant de se répandre chez des actrices d'Hollywood.

### Apparition des prothèses en silicone
Des plasticiens de Houston, Thomas Cronin — qui a l’idée d’un sac en silicone en voyant en salle d’opération une poche de sang — et Frank Gerow, développent la première prothèse mammaire en silicone encapsulé avec la collaboration de la Dow Corning Corporation en 1961. La première pose de ce type d'implant remonte à 1962 et connaît un grand succès, le gel de silicone résistant au choc et donnant au sein une consistance naturelle. La société américaine des chirurgiens plasticiens invente de plus une maladie de toutes pièces, la micromastie (seins trop petits), pour développer le marché des implants. L'implant est alors constitué par une enveloppe de silicone remplie d'un gel épais et visqueux de silicone. En 1965, la société française Laboratoires Arion développe et fabrique, grâce au chirurgien français Henri Arion, le premier implant gonflable constitué d'une poche en élastomère de silicone remplie, après l'introduction du ballon dans la poitrine, de sérum physiologique.

### Amélioration de l'innocuité des implants
En 1992, des femmes américaines portent plainte par rapport à des fuites à la suite de ruptures d'implants en silicone, les considérant responsables de leurs cancers et lupus. La Food and Drug Administration (FDA) décide d'interdire ces prothèses le temps de réaliser une étude épidémiologique (mesure d'interdiction en France en 1995 puis réintroduction en 2001 à la suite de l'étude négative de la FDA). Elles sont remplacées par les prothèses de sérum physiologique d'Henri Arion qui ont l'avantage de provoquer peu de réactions inflammatoires (coques dues à la rétractation), sont transparentes aux rayons X (donc facilement surveillables) et inoffensives en cas de rupture. Cependant, ces prothèses ont une consistance moins naturelle (présence de plis) et une durée de vie limitée (en moyenne 7 à 8 ans contre 12 à 15 ans pour ceux en silicone). D'autres produits de remplissage existent comme que le gel de soja et l'hydrogel, qui sont testés et utilisés.
Depuis lors, les spécialistes ont cherché à parfaire ces implants en augmentant leur durée de vie, en améliorant la sensation qu'ils engendrent et en stimulant moins le tissu fibreux au niveau des capsules. Les capsules tendent à rendre l'implant mammaire plus dur, à le tordre et le rendre moins naturel ; ceci peut provoquer des douleurs.
Les bactéries, le silicone qui s'effrite et le temps sont les facteurs principaux de formation de capsules. Les implants remplis de solution physiologique peuvent également former des capsules. Les taux de formation des capsules a diminué avec les derniers implants. Ces derniers sont texturisés, leurs coquilles sont plus épaisses et fuient moins, et leur gel a davantage de « cohésion ».

## Types

### Composition
Il existe différents types de prothèses mammaires, généralement constituées d'une enveloppe en silicone.
Leur composition interne varie :
- enveloppe en silicone remplie de solution physiologique ;
- enveloppe en silicone remplie de gel ;
- volume de polypropylène. Permettant des volumes extrêmes et développés par le docteur Gerald W. Johnson, ils sont utilisés dans l'industrie pornographique.
- le téton : deux plaques de forme rectangle stabilisant les seins.

### Formes
Il existe différentes formes d'implants mammaires, dont le choix dépend des éléments de l'anatomie initiale du sein et de la forme de la poitrine désirée :
- les implants ronds avec des niveaux de remplissage différents (profil bas, moyen ou haut), placés en position rétroglandulaire ou rétromusculaire et qui remplissent plus le décolleté dans les volumes importants ou profil haut ;
- les implants anatomiques ou profilés, dits en goutte d’eau, placés partiellement derrière le muscle et utilisés initialement en reconstruction mammaire, trouvent une indication en esthétique pour limiter le bombé du sein dans les volumes importants ou quand la poitrine s'est modifiée à la suite d'une grossesse ou d'un allaitement ;
- les implants asymétriques qui ont une forme adaptée pour chaque côté, sont placés en position rétroglandulaire et qui sont dessinés en fonction de la forme du thorax.

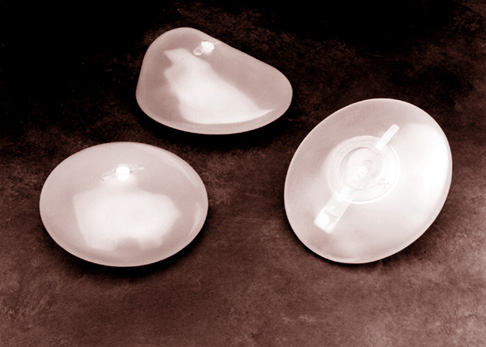
Implants remplis de gel de silicone.
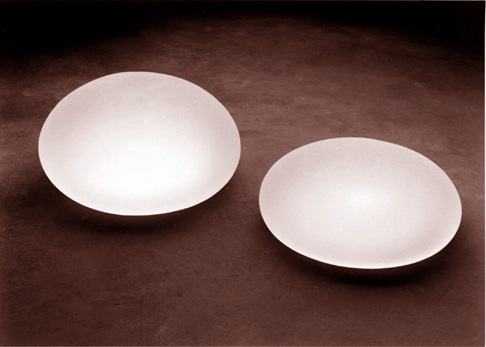
Implants remplis de solution physiologique.

## Implantation
Un implant mammaire peut être placé en passant par les voies suivantes :  
- sous le sein (voie d’abord sous-mammaire) dans le sillon sous-mammaire. Il s'agit d'une méthode fréquente ;
- partie inférieure de l'aréole (voie d’abord hémi-aréolaire inférieure). Il s'agit d'une méthode fréquente ;
- creux axillaire (voie d’abord axillaire)
- sous le mamelon (voie d’abord sous-mamelonnaire), uniquement pour les prothèses remplies de solution physiologique[11].

L'insertion de l'implant mammaire est réalisée par l'un de ces quatre accès. Le chirurgien utilise fréquemment un dispositif appelé "Keller funnel" pour faciliter l'introduction de l'implant et diminuer le risque de contracture capsulaire.

## Envergure
En France, plus de 400 000 femmes ont eu recours à un ou des implants mammaires, depuis 2001.
Selon l'Association des chirurgiens-plasticiens américains, l'augmentation du volume des seins est l'opération de chirurgie esthétique la plus pratiquée sur les femmes aux États-Unis. En 2002, 236 888 femmes ont subi cette opération, toujours aux États-Unis. Selon le National Institute for Women, une femme opérée sur quatre doit refaire de la chirurgie dans les cinq ans pour corriger des problèmes au niveau des implants.

## Motivations
Parmi les raisons avancées par les personnes ayant recours à la pose d'implants mammaires, figurent en premier et en majorité le souhait de se sentir mieux dans son corps. À l'inverse, peu de femmes avancent le fait de vouloir trouver un partenaire, de vouloir plaire à leur partenaire ou le souhait d'améliorer leur vie sexuelle comme motivation.

### Transition de genre
Jusqu'à 70% des femmes trans auront une augmentation mammaire après le début d'une transition hormonale, dont 67% par implant mammaire. En effet, les augmentations mammaires ont un impact significatif sur la dysphorie de genre, l'image de soi et la qualité de vie.

### Record
Le record du monde des implants mammaires est détenu par l'actrice pornographique Maxi Mounds, avec des implants de 9 kg.

## Risques
Les risques sanitaires liés aux implants mammaires ont été beaucoup discutés depuis l'an 2000. Comme toute chirurgie sous anesthésie générale, la pose de prothèses mammaires comporte des risques. Ensuite, il y a les risques liés à l'implant, notamment épanchement, rupture de prothèse avec introduction de silicone et/ou dans l'organisme, l'infection, le durcissement des implants et rarement de Lymphome Anaplasique à Grandes Cellules (dit LAGC-AIM) ,. C'est pourquoi, en France, il est recommandé après le suivi post-opératoire de faire tous les ans un examen des seins pouvant être complémenté d'imagerie.
Les implants texturés sont aujourd'hui interdit dans de nombreux pays, comme la France, le Canada en 2019. En effet, ils sont liés à un risque de lymphome (LAGC-AIM) plus élevé. L'ANSM ne recommande pas pour les porteuses de procédé à un retrait des implants incriminés, car le risque reste faible. En effet, le nombre de cas confirmé est de 74 au Canada en 2023, avec 31 cas soupçonnés.

## Impact sur la vie quotidienne

### Santé mentale
Les porteuses d'implants présentent un taux de suicide deux à trois fois plus élevé que la moyenne, sans que l'on sache si cette augmentation est due aux implants eux-mêmes ou à l'état de santé psychologique des patientes avant l'implantation,. Cependant, les éléments qui permettraient de mener une étude de grande envergure pour déterminer la raison de cette suicidalité sont difficiles à récolter. Des chirurgiens, psychologues et psychiatres suggèrent que toute pose d'implants soit précédée d'une « consultation de santé mentale » par précaution.
Au Brésil, 50% des femmes survivant à un cancer du sein subissent une mastectomie. La mastectomie a un impact fréquent sur l'image de soi et l'estime de soi. Une reconstruction des seins a un impact significatif sur l'estime de soi. Mais même après une augmentation mammaire, la mastectomie reste un stigmate. En effet, l'impact de la mastectomie peut être vu par le prisme de la dissonance entre le corps et l'esprit, qui ne sera pas forcément résolue par l'augmentation mammaire. L'implant mammaire est une de ces stratégie de reconstruction des seins après un cancer.

### Sexualité
Les implants mammaires peuvent avoir un impact sur la sensibilité du sein. Mais dans une étude au Brésil, il a pu être noté une amélioration de la sexualité dans une cohorte de 47 patientes ayant eu des implants mammaires.

### Allaitement
Les implants ne semblent pas être une contre-indication à l'allaitement. Une femme qui n'a pas à l'origine beaucoup de glandes mammaires et qui se fait poser des prothèses aura le plus souvent moins de lait qu'une femme avec une poitrine naturelle, mais la position rétro pectorale de l'implant a l'avantage de ne pas gêner la formation de lait par les canaux galactophoriques du sein[réf. nécessaire].

## Controverses

### Risques pour la santé
La question d'un éventuel risque pour la santé des porteuses a donc été posée, dès les années 1990. Les données épidémiologiques anciennes sont cependant de mauvaises qualités (manque d'études précises, rigoureuses et de long terme,) et compliquées par le fait qu'une seconde et troisième générations d'implants, plus sûrs sont apparues dans le même temps. Des études ont conclu que les porteuses d'implants à base de silicone ont un risque légèrement augmenté de fibromyalgie (risque repéré en 1999, confirmé en 2001,. On soupçonne aussi un lien avec des pathologies de type sclérodermie, arthrite rhumatoïde et connectivite,,,,,,,,,, même si ce lien n'est pas confirmé.
En France, le 22 décembre 2000, l'Afssaps a décidé de suspendre la mise sur le marché et l’utilisation des prothèses mammaires internes pour la grande majorité des fabricants de prothèses.
Le 31 juillet 2001, l'Afssaps lève cette interdiction pour la grande majorité des entreprises concernées, incluant les laboratoires Arion, les Laboratoires Sebbin, Eurosilicone et PIP.

### Implants en silicone

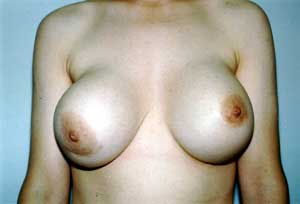
Contracture capsulaire du sein droit d'une femme de 29 ans, sept ans après la pose d'implants mammaires rétroglandulaires en silicone d'un volume de 560 cm3

Aux États-Unis où les patientes pouvaient choisir parmi des implants constitués d'une poche ronde pleine d'une solution saline et des implants pleins d'un gel de silicone, l'utilisation d'implants au gel de silicone a été restreinte en 1992 par la Food and Drug Administration (FDA) en raison de la crainte d'impacts du silicone sur la santé.
Plus d'un million de femmes portaient des implants à l'heure de l'interdiction, et le litige en résultant mena les fabricants à s'accorder sur une indemnisation de 4,25 milliards de dollars américains. La question sur l'importance du risque lié à ces implants a été débattue au sein de la communauté scientifique.
Le silicone est essentiellement constitué de silice. L'inhalation de cet élément minéral cause la silicose quand il est inhalé de manière chronique. On soupçonne depuis 1917 qu'en tant que contaminant « iatrogène » (c'est-à-dire en tant que corps étranger introduit dans l'organisme) il puisse aussi causer d'autres pathologies. Depuis les années 1990, la littérature scientifique a montré que l'exposition professionnelle d'ouvriers, mineurs ou sculpteurs à la silice augmente très significativement leur risque de développer une maladie rare et souvent mortelle ou invalidante, et qui touche habituellement plutôt les femmes : la sclérodermie systémique.
En 2005, les implants mammaires en gel de silicone ont été réintroduits aux États-Unis (alors qu'ils n'avaient pas disparu ailleurs) après que les études épidémiologiques n'ont pas pu démontrer de liens clairs entre la pose d'implants et l'apparition de maladies rhumatismales. La FDA a de nouveau autorisé leur mise sur le marché.
En 2011, le scandale des prothèses PIP révèle le risque d'implants de mauvaise qualité, avec plusieurs décès attribués à la fraude organisée par le directeur de l'entreprise, Jean-Claude Mas.
En 2018, Christian Marinetti, le lanceur d'alerte des prothèses PIP, signale l'implication des implants mammaires texturés Biocell Allergan dans des cas de lymphome anaplasique à grandes cellules, identifiée depuis mars 2015. Ces cas s'élève à un cas sur 2200 poses. Ils ne justifient pas le retrait de tous les implants mais une surveillance (une consultation annuelle) et de signaler toute manifestation anormale. Ces implants ont depuis perdu leur marquage CE. Le 4 avril 2019, l'ANSM annonce l’interdiction des implants mammaires macrotexturés en silicone et des implants en polyuréthane,.

## Critiques
À la suite des effets sur la santé, avérés et potentiels, les implants mammaires ont soulevé une polémique de société. Certaines femmes voient dans cette pratique une manière de contrôler leur corps selon leur volonté, d'autres la voient comme un assujettissement volontaire du corps aux désirs sexuels masculins et comme un pas en arrière pour l'émancipation des femmes.